# Dagenham Heathway (stanice metra v Londýně)

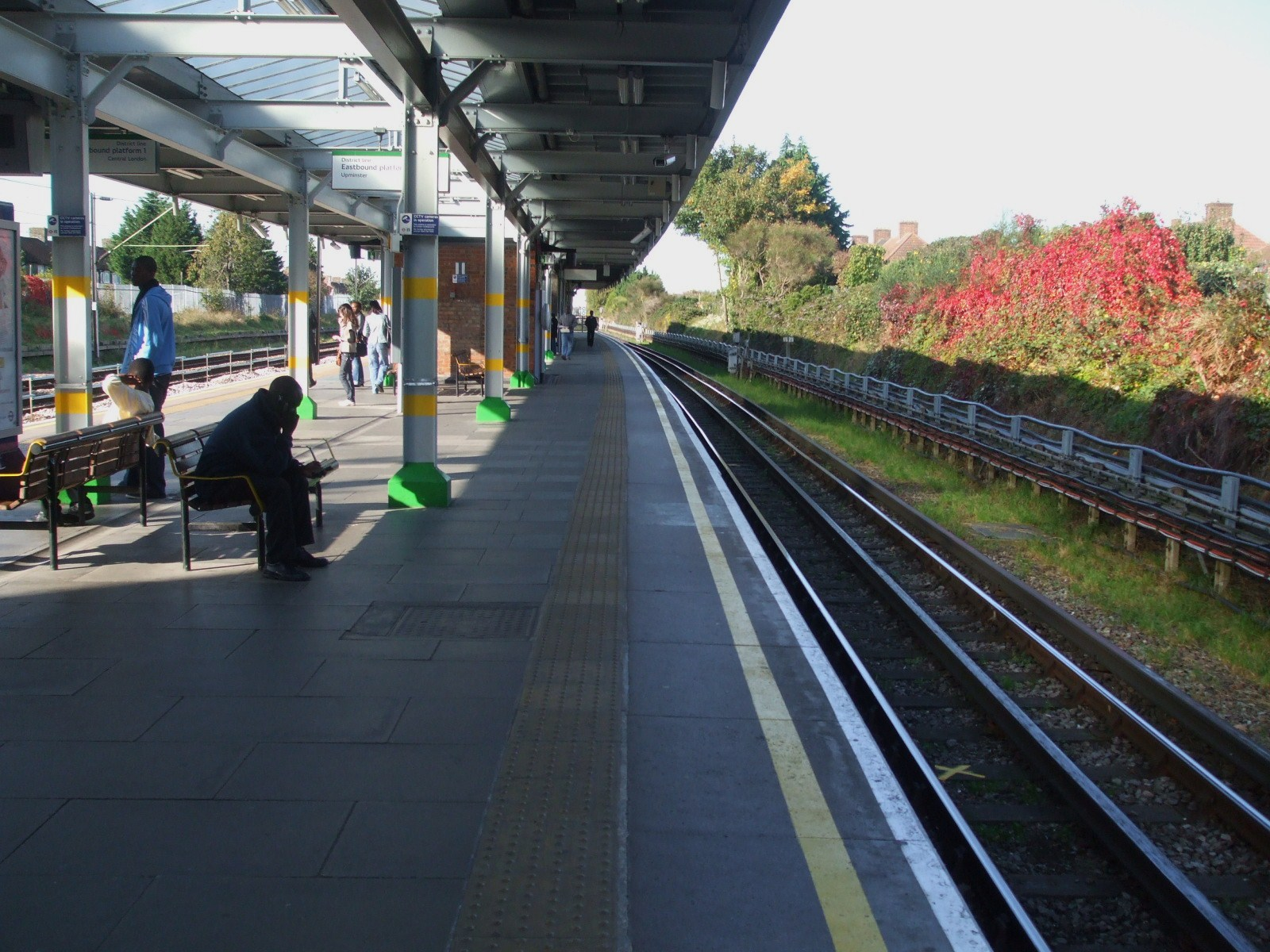
Dagenham Heathway

Dagenham Heathway je stanice metra v Londýně, otevřená roku 1932. V letech 2005–2006 probíhala modernizace stanice. Autobusové spojení zajišťují linky 173, 174 a 175. Stanice se nachází v přepravní zóně 5 a leží na lince:
- District Line mezi stanicemi Becontree a Dagenham East.

| Rok  | Počet cestujících |
| ---- | ----------------- |
| 2011 | 4,71 mil          |
| 2012 | 4,91 mil          |
| 2013 | 5,16 mil          |
| 2014 | 5,80 mil          |